# Baghrash
Baghrash, även känd som Bohu, är ett härad som lyder under den autonoma prefekturen Bayingolin i Xinjiang-regionen i nordvästra Kina.